# Amber Heard
Amber Laura Heard, född 22 april 1986 i Austin i Texas, är en amerikansk skådespelare.

## Biografi

### Uppväxt
Amber Heard föddes i Austin i Texas och är mittenbarnet i en syskonskara på tre. Hennes föräldrar är Internet-forskaren Patricia Paige (1956–2020) och byggföretagaren David Clinton Heard (född 1950). Familjen bodde i ett hus precis utanför Austin. Heards far tränade hästar på sin fritid och hon växte upp med att rida, jaga och fiska. Hon deltog också i skönhetstävlingar som ung men har som vuxen uttryckt att hon inte längre stödjer denna typ av objektifiering. Heard är uppvuxen som katolik men valde att identifiera sig som ateist vid sexton års ålder efter att en nära vän gick bort i en bilolycka. Heard valde då att lämna den katolska skolan hon studerade vid för att flytta till Los Angeles och bli skådespelare. Hon fick senare en examen genom hemstudier.

### Tidiga roller
Heard började sin skådespelarkarriär med att synas i två musikvideos, Kenny Chesney's "There Goes My Life" och Eisleys "I Wasn't Prepared". Hon fick sin filmdebut med sportdramat Friday Night Lights (2004) och syntes sedan även i TV-serier som Jack & Bobby (2004), The Mountain (2004) och OC (2005). Hon hade även små roller i filmerna Drop Dead Sexy (2005), North Country (2005), Side FX (2005), Price to Pay (2006) och Alpha Dog (2006).
Heards första huvudroll kom med slasherfilmen All the Boys Love Mandy Lane (2006) som hade sin premiär på Torontos Internationella Filmfestival. Filmen skulle bli sen till övriga länder för att den fick problem med sin distribution. 2007 spelade hon huvudkaraktärens kärleksintresse i TV-serien Hidden Palms. Samma år syntes hon även i kortfilmen Day 73 with Sarah och tonårsfilmen Remember the Daze. Hon var även med i ett avsnitt av den populära TV-serien Californication.

### Genombrott
Heard skulle få sitt genombrott med komedifilmen Pineapple Express (2008) där hon medverkade tillsammans med Seth Rogen och James Franco. Hon fick vidare karriärframgångar med sina biroller i Never Back Down (2008) och The Informers (2008) där den sistnämnde var en filmatisering på Bret Easton Ellis roman med samma namn. Hon skulle sedan synas bredvid  David Duchovny och Demi Moore i filmen The Joneses (2009) där Heard blev hyllad till den grad att hon ansågs "stjäla showen" från filmens stora stjärnor.
Hon skulle sedan synas i ett par filmer som både floppade och fick dåliga recensioner däribland The Stepfather (2009) och The Ward (2010) där hon hade huvudrollerna. Även TV-serien The Playboy Club (2011) hon medverkade i skulle underprestera och dessutom bli kritiserad av både feministiska och konservativa grupper. Serien lades ner efter att bara tre avsnitt hade visats. I filmen Drive Angry (2011) där hon spelade mot Nicolas Cage skulle hon däremot anses vara det bästa med filmen enligt kritiker. Hon medverkade sen tillsammans med Johnny Depp i filmen The Rum Diary (2011) som var en filmatisering på Hunter S. Thompsons roman med samma namn. Filmen fick blandade recensioner och floppade på biografer.

### Vidare karriär
Heard hade sedan biroller i Paranoia (2013), Machete Kills (2013) och 3 Days to Kill (2014). Hon medverkade sedan som Channing Tatums rollkaraktärs kärleksintresse i Magic Mike XXL (2015). Hon porträtterade den danska skådespelaren Ulla Poulsen i den oscarsvinnande filmen The Danish Girl (2015). Hon åteförenades med James Franco i thrillern The Adderall Diaries (2015) vilken hon skulle få goda recensioner för sin insats. Hon skulle även komma att bli hyllad för sin roll i One More Time (2015) där hon syntes bredvid Christopher Walken.
2015 hade också filmen London Fields premiär men på grund av oenigheter mellan regissören och producenten om vem som skulle få bestämma den slutgiltiga klippningen fick den inte visas igen förrän 2018. Regissören stämde producenten ooh även Heard blev stämd för att inte ha uppfyllt sin del i PR-arbetet med filmen. Heard stämde dem tillbaka för kontraktsbrott. Tvisten slutade med förlikning och filmen blev brutalt sågad med till exempel ovanliga 0% på Rotten Tomatoes.

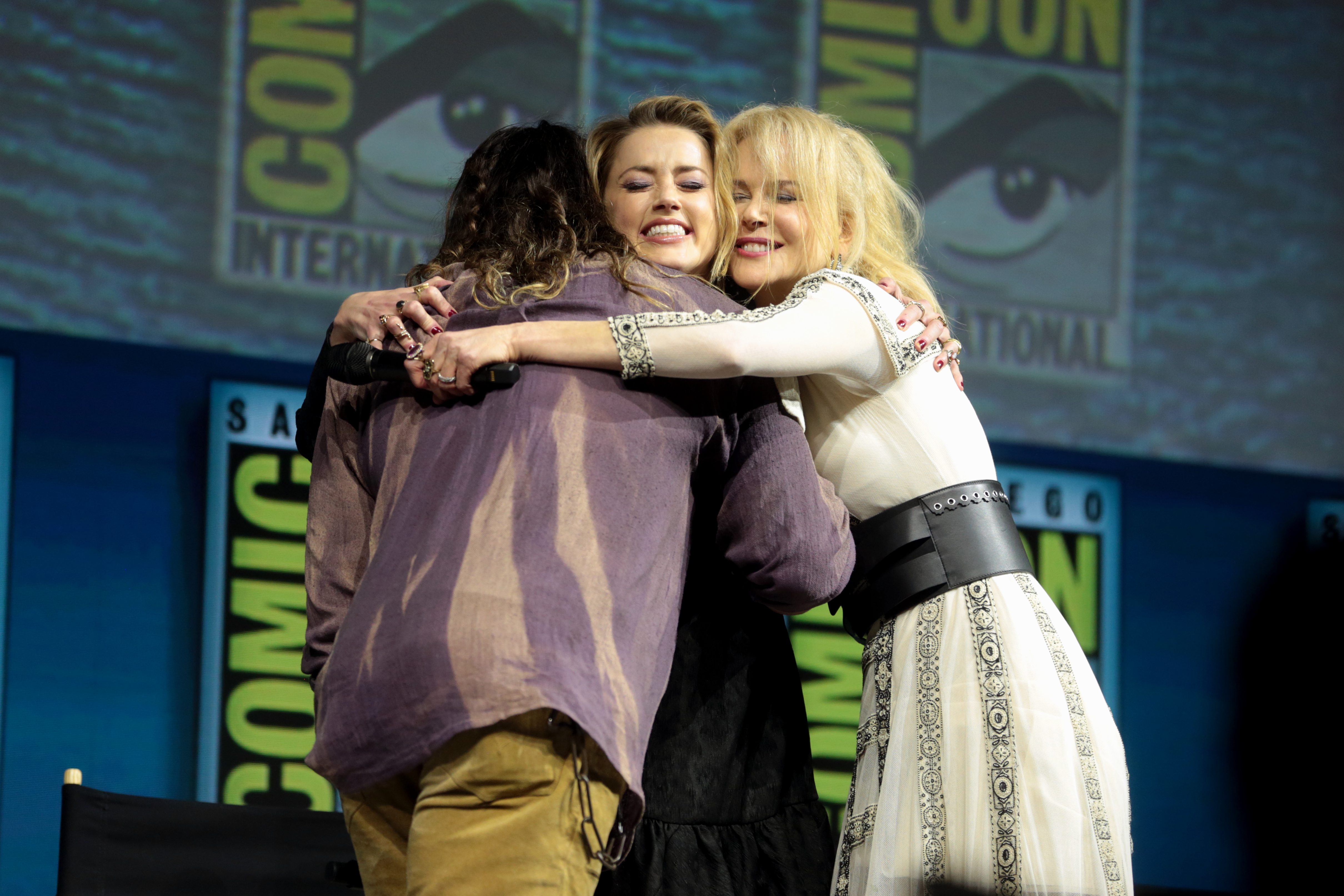
Jason Momoa, Amber Heard och Nicole Kidman på Comic Con 2018 inför filmen Aquaman (2018).

### DC Extended Universe
Heard skulle få rollen som Mera inför att filmen Justice Leauge (2017) skulle spelas in. I sin första insats som Mera hade hon bara en kort cameo. Filmen fick ett blandat mottagande men presterade bra på biograferna. Hon repriserade rollen i Aquaman (2018) vilket skulle bli hennes första stora roll i en storfilm. Den fick också ett blandat mottagande bland kritiker men skulle bli en succé inkomstmässigt och spelade in över 1 miljard dollar.
Hon skulle även göra rollen i Zack Snyder's Justice Leauge (2021) som var en directors cut av den första filmen. Men var tvungen att spela in några nya scener för filmen. Däremellan hann hon också med att göra indiependent filmerna Her Smell (2018) och Gully (2019). Hon var också ambassadör för L'Oréal.
Heard repriserade rollen som Mera i uppföljaren Aquaman and the Lost Kingdom (2023). Inför filmens inspelning hade en petition på internet spridits som ville ha bort Heard från filmen till följd av att Johnny Depp förlorat en rättegång och sin filmroll i Fantastiska vidunder: Dumbledores hemligheter (2022). Heard sågs som anledningen och efter rättegången mellan henne och Depp var petitionen uppe i 2 miljoner underskrifter. Filmskaparna stod dock på sig och behöll Heard i filmen. När filmen väl släpptes var hon rejält bortklippt. Efter rättegången var Heards första filmroll In the Fire (2023).

## Förtalsrättegång mot Johnny Depp
I december 2018 skrev Heard en debattartikel i The Washington Post, där hon berättade att hon blivit misshandlad i ett tidigare förhållande, utan att namnge den påstådda förövaren. Depp stämde då Heard på 50 miljoner dollar för förtal över denna artikel. Heard svarade med en motstämning och krävde Depp på 100 miljoner dollar för det våld och övergrepp som hon påstod att han utsatt henne för. Efter en uppmärksammad förtalsrättegång 2022 ansåg juryn att Heard genom artikeln hade förtalat Depp, och dömde henne till att betala honom 10 miljoner dollar i skadestånd. Depp dömdes att betala 2 miljoner dollar till Heard efter att hans advokat förtalat henne.

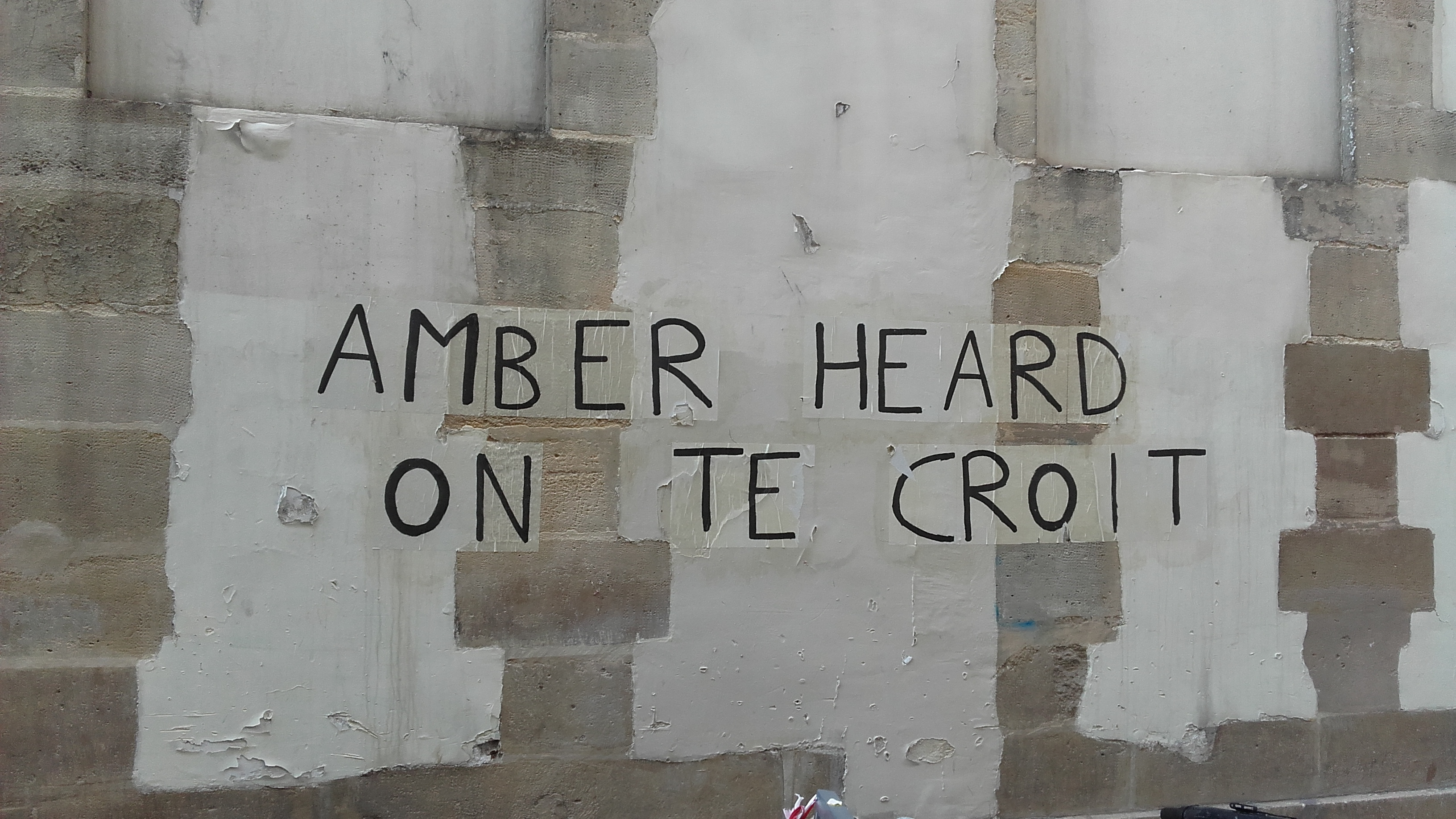
"Amber Heard vi tror dig" klottrat på en vägg i Frankrike.

Rättegången skulle i efterhand komma att bli starkt kritiserad av andra juridiskt kunniga mest på grund av att rättegången livesändes, vilket är extremt ovanligt, särskilt om en part inte vill (Heard ville inte). Förutom rädslan av att rättegången skulle bli en mediacirkus, var man också rädd för att uppmärksamheten skulle påverka rättegången. Vilket den kom att göra i den grad att nyheter om rättegången blev mer besökt än nyheter om till exempel Invasionen av Ukraina. Trollfabriker tros ha ökat spridningen. Trots att domaren sa åt juryn att inte se på sociala medier (nästan allt material var vinklat åt Depps fördel) så har en jurymedlem talat ut om att det inte gick att undvika och att juryn baserade sin dom på enbart känslor.

## Privatliv
Amber Heard kom ut under 2010 men har bekräftat att hon är attraherad av människor oavsett kön. Hon var i en relation med fotografen Tasya van Ree mellan 2008 och 2012 där hon valde att byta efternamn till van Ree under relationen. Hon återtog efternamn Heard under 2014. Under rättegången mot Depp kom det fram att Heard blev gripen 2009 för att ha slagit van Ree men målet lades ned och van Ree ska ha sagt att det hela var ett missförstånd.
2014 var Heard ett av offren som fick sina privata nakenbilder hackade och läckta. Runt 50 bilder var stulna och gjordes offentliga.
Från 2015 till 2017 var Heard gift med Johnny Depp. De träffades under inspelningen av filmen The Rum Diary. Deras skilsmässa fick stor uppmärksamhet i media. Heard träffade sedan Elon Musk fram till år 2018. Därefter hade hon en relation med filmfotografen Bianca Butti mellan 2020 och 2021.
I april 2021 fick Heard sitt första barn, en dotter, genom surrogat. Sedan juni 2023 bor de i Madrid i Spanien.

## Välgörenhetsarbete och aktivism
Heard reste till gränsen mellan USA och Mexiko med Amnesty International och arbetade med organisationen i ett projekt för att öka tvåspråkigheten i området i syfte att öka medvetenheten om den amerikanska immigrationspolitiken. Hon stöttade även kampanjen Stand Up for Human Rights gjord av Kontoret för FN:s högkommissarie för mänskliga rättigheter. Heard var en av nio talare under Förenta Nationernas nionde Annual Social Good Summit  i september 2018. I hennes tal lyfte hon vikten i humanitet och signifikansen av rättvisa och lika villkor, vilket är centralt i FN:s deklaration om de mänskliga rättigheterna. Hon talade även under Imagine the World We Want av HagueTalk i oktober 2018.
Under 2018 anslöt sig Amber Heard till Syrian American Medical Society (SAMS) som ambassadör och hjälpte till att finansiera medicinsk underrättelse till barn med talassemi i Zaatarilägren i Jordanien. I november 2018 reste Heard till Mexico för att delta i Smile Trains program där hon mötte barn med läpp-, käk- och gomspalt, deras föräldrar och läkare. I februari 2019 följde Heard med på SAMS uppdrag i Libanon för att stötta syriska flyktingar som levde i fattigdom. Väl där deltog hon i inofficiella upphandlingar i Bekaadalen i östra Libanon. Hon var även med och samlade in pengar med SAMS för psykologiska- och pedagogiska program för kvinnor- och barn i lägren.
Hon har också kämpat för våld mot kvinnor i Gaza och underrepresenterade LGBTQ karaktärer i Hollywood. Heard blev också 2018 ambassadör för American Civil Liberties Union och skulle dela upp summan på 7 miljoner dollar hon fick för att skilja sig från Depp mellan ACLU och Los Angeles barnsjukhus. Depp skulle dock dra ut på betalningen och efter rättegången visade det sig att bara 1.3 miljoner dollar hade skänkts.

## Filmografi
| År   | Titel                        | Roll                   | Notering       |
| ---- | ---------------------------- | ---------------------- | -------------- |
| 2004 | Friday Night Lights          | Maria                  |                |
| 2005 | Side FX                      | Shay                   |                |
| 2005 | Drop Dead Sexy               | Candy                  |                |
| 2005 | North Country                | Unge Josey Aimes       |                |
| 2006 | Price to Pay                 | Trish                  |                |
| 2006 | Alpha Dog                    | Alma                   |                |
| 2006 | All the Boys Love Mandy Lane | Mandy Lane             |                |
| 2007 | Spin                         | Amber                  |                |
| 2007 | Day 73 with Sarah            | Mary                   | Kortfilm       |
| 2007 | Remember the Daze            | Julia Ford             |                |
| 2008 | Never Back Down              | Baja Miller            |                |
| 2008 | The Informers                | Christie               |                |
| 2008 | Pineapple Express            | Angie Anderson         |                |
| 2009 | ExTerminators                | Nikki                  |                |
| 2009 | The Joneses                  | Jenn Jones             |                |
| 2009 | Zombieland                   | 406                    |                |
| 2009 | The Stepfather               | Kelly Porter           |                |
| 2010 | And Soon the Darkness        | Stephanie              | Även producent |
| 2010 | The River Why                | Eddy                   |                |
| 2010 | The Ward                     | Kristen                |                |
| 2011 | Drive Angry                  | Piper                  |                |
| 2011 | The Rum Diary                | Chenault               |                |
| 2013 | Syrup                        | Six                    | Även producent |
| 2013 | Paranoia                     | Emma Jennings          |                |
| 2013 | Machete Kills                | Miss San Antonio       |                |
| 2014 | 3 Days to Kill               | Agent Vivi Delay       |                |
| 2015 | The Adderall Diaries         | Lana Edmond            |                |
| 2015 | One More Time                | Jude                   |                |
| 2015 | Magic Mike XXL               | Zoe                    |                |
| 2015 | The Danish Girl              | Ulla Poulsen           |                |
| 2017 | I Do... Until I Don't        | Fanny                  |                |
| 2017 | Justice League               | Mera                   |                |
| 2018 | Her Smell                    | Zelda E. Zekiel        |                |
| 2018 | London Fields                | Nicola Six             |                |
| 2018 | Aquaman                      | Mera                   |                |
| 2019 | Gully                        | Joyce                  |                |
| 2021 | Zack Snyder's Justice League | Mera                   |                |
| 2023 | Aquaman and the Lost Kingdom | Mera                   |                |
| 2023 | In the Fire                  | Grace Victoria Burnham | Även producent |

### TV
| År        | Titel              | Roll           | Notering                        |
| --------- | ------------------ | -------------- | ------------------------------- |
| 2004      | Jack & Bobby       | Liz            | Avsnitt: "Pilot"                |
| 2004      | The Mountain       | Riley          | Avsnitt: "A Piece of the Rock"  |
| 2005      | OC                 | Försäljare     | Avsnitt: "Mallpisode"           |
| 2006      | Criminal Minds     | Lila Archer    | Avsnitt: "Somebody's Watching"  |
| 2007      | Californication    | Amber          | Avsnitt: "California Son"       |
| 2007      | Hidden Palms       | Greta Matthews | 8 avsnitt                       |
| 2010      | The Cleveland Show | Sig Själv      | Röstroll, avsnitt: "Beer Walk!" |
| 2011      | The Playboy Club   | Bunny Maureen  | 6 avsnitt                       |
| 2020-2021 | The Stand          | Nadine Cross   | 7 avsnitt                       |